# Xã Washington, Quận Owen, Indiana
Xã Washington (tiếng Anh: Washington Township) là một xã thuộc quận Owen, tiểu bang Indiana, Hoa Kỳ. Năm 2010, dân số của xã này là 6.164 người.